# En bonne compagnie (nouvelle)
Pour les articles homonymes, voir En bonne compagnie.
En bonne compagnie (titre original : The Pleasure of Their Company) est une nouvelle de science-fiction de Robert Silverberg.

## Publications
Entre 1970 et 2014, la nouvelle a été éditée à une douzaine de reprises dans des recueils de nouvelles de Robert Silverberg ou des anthologies de science-fiction.

### Publications aux États-Unis
La nouvelle a été rédigée par Silverberg en août 1969 et a été publiée en janvier 1970 dans le magazine Infinity One sous le titre The Pleasure of Their Company.
Elle a ensuite été régulièrement rééditée dans de nombreux recueils de Robert Silverberg et diverses anthologies.

### Publications en France
La nouvelle a été publiée en France :
- dans l'anthologie Les Chants de l'été, éditions J'ai lu no 1392, novembre 1982, sous le titre Sauve qui peut ![3] ; réédition en 1991 ;
- en 2002, dans l'anthologie Le Chemin de la nuit paru chez Flammarion, avec une traduction de Corinne Fisher, avec une nouvelle édition en livre de poche chez J'ai lu en 2004. Elle est donc l'une des 124 « meilleures nouvelles » de Silverberg sélectionnées pour l'ensemble de recueils Nouvelles au fil du temps, dont Le Chemin de la nuit est le premier tome.

### Publication en Grande-Bretagne
La nouvelle a été publiée en Grande-Bretagne dans l'anthologie To the Dark Star (1991).

## Résumé
Thomas Voigtland est l'ex-président du Conseil du peuple du Monde de Bradley. Sur la planète a eu lieu une Révolution menée par MacAllister, et le chef d'État déchu fuit la planète avec son vaisseau spatial. 
Il est parti seul, emportant avec lui les « âmes » de diverses personnes logées dans des cubes informatiques. Les esprits ont été scannés (s'agissant des personnes vivantes qui ont accepté de se livrer à cette opération) ou reconstitués en fonction des documents historiques. Il a avec lui les cubes d'Ovide, d'Hemingway, de Platon, de Shakespeare, de Goethe, d'Attila, d'Alexandre le Grand, mais aussi de ses proches : sa femme Lydia, son fils Mark, son ami d'enfance Juan. Pendant le trajet, au fil des jours, Thomas se demande s'il a bien fait de prendre la fuite : que sont devenus les membres de sa famille et ses amis ? sont-ils encore vivants, ou alors morts ? la Révolution a-t-elle réussi ou au contraire a-t-elle échoué ? dans ce cas, pourquoi fuir ? si elle a réussi, s'est-il comporté en lâche ? aurait-il survécu s'il était resté sur la planète ? Il demande à plusieurs reprises l'avis des cubes, qui globalement lui disent tous qu'il a bien fait de fuir… 
Mais il n'en est pas certain, et finit par contacter son fils Mark par radio hypersapatiale. Celui-ci l'insulte et le traite de lâche. Thomas repose les mêmes questions à ses cubes, mais sous une formulation différente. Il découvre alors que les cubes répondent de manière à « lui faire plaisir ». En définitive, il est totalement libre de ses choix. Il détruit les cubes en les jetant dans le convertisseur à énergie, et décide de retourner sur le Monde de Bradley et de faire face à la situation, quelles qu'en soient les conséquences.